# Saint-Christophe-du-Ligneron

Saint-Christophe-du-Ligneron este o comună în departamentul Vendée, Franța. În 2009 avea o populație de 2,447 de locuitori.